# Schlosstal

Karte des Quartiers

 Schlosstal ist ein Quartier der Stadt Winterthur. Zusammen mit den Quartieren Dättnau, Rossberg und Eichliacker gehört das Quartier Schlosstal zum Kreis 4 (Töss).

## Geografie
Das Quartier «Schlosstal» ist der nördlich der Zürcherstrasse liegende Teil des Quartiers Töss.  Es zieht sich Richtung Nordwesten in das Schlosstal. Dieses ist auch die geografische Bezeichnung des ganzen Tals, zu dem auch Teile des Wülfinger Quartiers Oberfeld zählen, an dessen Gebiet das Quartier im Nordwesten unmittelbar anschliesst. Das Schlosstal wird südwestlich vom Ebnet und dem Schlossberg begrenzt, auf dem die heutige, namensgebende Ruine Alt-Wülflingen steht. Entlang des bewaldeten Ebnets teilt sich das Quartier eine gemeinsame Grenze mit den Quartieren Dättnau und Neuburg. Im Nordosten bildet das zum Kreis Stadt gehörende und an Hanglage erbaute Quartier Brühlberg sowie der Brüelberg selbst die Grenze des Quartiers. Auf der anderen Seite der Zürcherstrasse im Südosten liegt das Quartier Eichliacker.
Das Schlosstal wird von der Töss durchflossen. Durch das Tal führen die Bahnstrecke Winterthur–Bülach und die Autobahn A1, wobei die Bahnstation Töss und der Autobahnanschluss ausserhalb des Quartiers liegen. Das Quartier selbst lässt sich einteilen in das Gebiet Chrugeler zwischen Zürcherstrasse und Töss, dem Nägelsee auf der anderen Seite der Töss sowie dem Quartierteil auf der nordöstlichen Seite der Schlosstalstrasse, die an den Hang des Brüelbergs gebaut wurde.

## Bildung
Im Quartier gibt es die beiden Kindergarten Emil-Klöti und Schlosstalstrasse. Für die Primarstufe gibt es das Schulhaus Rebwiesen. Die Sekundarschule können die Kinder im Schulhaus Rosenau im Quartier Eichliacker besuchen. Weiterführende sowie höhere Schulen befinden sich im Stadtzentrum.
Knapp ausserhalb des Quartiers im Nordwesten befindet sich die Schweizerische Technische Fachschule.

## Geschichte
Der früheste archäologische Befund auf Quartiergebiet und gleichzeitig auch einer der ältesten Befunde auf Gebiet der ehemaligen Gemeinde Töss ist ein Säuglingsgrab aus dem 1./2. Jahrhundert vor Christus auf dem Gebiet des Nägelsees, das beim Bau des Schlachthofs Nägelsee gefunden wurde.
Das Dorf Töss war im frühen Mittelalter ein rein an der westlichen Seite der heutigen Zürcherstrasse gebautes Strassendorf. Im 13. Jahrhundert wurde erstmals der heute als Chrugeler bezeichnete Quartierteil zum Fluss Töss hin überbaut.
Die Überbauung des Nägelsees als Arbeiterquartier begann zu Beginn des 20. Jahrhunderts, nachdem 1899 bereits der Friedhof der Gemeinde dorthin verlegt wurde. 1914 wurde dort die dem Patron der Arbeiter (Josef von Nazaret) gewidmete katholische Kirche St. Josef (Winterthur-Töss) eingeweiht, die damals jedoch noch eine Abteilung der Kirche St. Peter und Paul war. 1939 wurde im Nägelsee ein Schlachthaus eröffnet. Ebenfalls stark betroffen war das Quartier vom Bau der A1 in den 1960er-Jahren, der mehrere Wohnhäuser sowie der vom FC Töss benutzte Sportplatz Nägelsee weichen mussten.
1980 wurde im Schlosstal mit dem Schulhaus Rebwiesen das dritte Primarschulhaus in Töss eröffnet. Ab 1982 verkehrte mit der Buslinie 8 (Lindenplatz–Eichliacker) erstmals eine Buslinie entlang der Schlosstalstrasse, damals noch als Tangentialverbindung. Diese wurde fünf Jahre später ins Dättnau verlängert. 1995 wurde mit der Buslinie 7 auch eine über die Schlosstalstrasse verkehrende Direktverbindung zum Hauptbahnhof eröffnet. Sie ist seit der Aufhebung der Linie 8 im Dezember 2008 die einzige durchs Schlosstal verkehrende Buslinie.

## Verkehrsanbindung
Das Quartier wird vom öffentlichen Verkehr einerseits durch die Buslinie 7 (HB–Bahnhof Wülflingen) entlang der Schlosstalstrasse bedient, und anderseits halten entlang der Zürcherstrasse bei der für das Quartier hauptsächlich relevanten Haltestelle Zentrum Töss die Buslinie 1 (Oberwinterthur–HB–Töss), 5 (Dättnau–HB–Technorama), 11 (HB–Steig) und 660 (HB–Brütten–Nürensdorf–Bassersdorf). An den Wochenenden steht dem Quartier mit den zeitlich versetzt verkehrenden Nachtbuslinien N59 (HB-Bahnhof Wülflingen) sowie N66 (Winterthur–Brütten–Nürensdorf–Bassersdorf–Tagelswangen–Kemptthal) de facto ein Halbstundentakt zur Verfügung.
Benutzer des Individualverkehrs gelangen über die im Süden gelegene Zürcherstrasse schnell über den nahe gelegenen Anschluss Winterthur-Töss auf die A1 oder ins Stadtinnere. Die Schlosstalstrasse verbindet das Quartier mit dem Stadtkreis Wülflingen.

## Kultur und Freizeit
Im Nägelsee befindet sich eine Freizeitanlage, ausserdem bieten die beiden auf dem Quartiergebiet tätigen Quartiervereine diverse Freizeitaktivitäten. Am östlichen Rand des Quartiers befindet sich zudem das Kulturzentrum Gaswerk, in dem regelmässig Konzerte stattfinden. Am Sonntag läuft im dort ansässigen Sofakino Nische jeweils ein Film.
Für Spaziergänge bieten sich die umliegenden Wälder sowie das Ufer der Töss an, die das Quartier durchfliesst.